# بابی گرانت (بازیکن فوتبال، زاده ۱۹۹۰)
بابی گرانت (انگلیسی: Bobby Grant؛ زادهٔ ۱ ژوئیهٔ ۱۹۹۰) بازیکن فوتبال اهل بریتانیا است.
از باشگاه‌هایی که در آن بازی کرده‌است می‌توان به باشگاه فوتبال اسکانتورپ یونایتد، باشگاه فوتبال بلکپول، باشگاه فوتبال روچدیل، باشگاه فوتبال فلیتوود، باشگاه فوتبال آکرینگتون استنلی، و باشگاه فوتبال شروزبری تاون اشاره کرد.